# Andreas Reize
Andreas Reize (Solothurn, 19 de maig de 1975) és un organista i director d'orquestra suís, especialitzat en òpera i direcció coral. Va ser nomenat Thomaskantor l'11 de setembre de 2021, convertint-se en el divuitè director de música a fer-se càrrec del mundialment famós Cor de Sant Tomàs de Leipzig en la successió de Johann Sebastian Bach.

## Trajectòria professional
Reize va néixer i va créixer a Solothurn, on va obtenir la Matura l'any 1996. Va ser membre durant molt de temps de Singknaben der St. Ursenkathedrale Solothurn. Va estudiar música eclesiàstica a la Hochschule der Künste Bern i al Conservatori de Música de Zuric, aconseguint també la màster en pedagogia del piano i orgue de concert. Va estudiar orgue i clavicèmbal a la Schola Cantorum Basiliensis de 1999 a 2002, seguit d'estudis de direcció orquestral a la Musikhochschule Luzern. Va realitzar estudis de postgrau en direcció a la Universität für Musik und darstellende Kunst Graz i amb Johannes Prinz a Viena, acabant el 2006 amb distinció. Reize va assistir a classes magistrals amb Anders Eby, Colin Davis, Bernard Haitink i Ralf Weikert, entre altres; i va ser especialment influenciat pels trobades amb Nikolaus Harnoncourt a l'Opernhaus Zürich i al festival Styriarte.
Reize va fundar el grup Cantus Firmus Vokalensemble und Consort l'any 2001 i el cor de cambra Cantus Firmus Kammerchor el 2006. Va esdevenir director musical de lOper Schloss Waldegg el 2006, on els seus conjunts van interpretar i gravar Le Devin du village de Rousseau i Apollo e Dafne de Händel. Van interpretar una sèrie d'òperes de Monteverdi, L'Orfeo el 2017, Il ritorno d'Ulisse in patria el 2019 i L'incoronazione di Poppea el 2021. Va dirigir al Teatre Biel-Solothurn Zaïs de Rameau i Dido and Aeneas de Daniel Purcell.
Reize va dirigir com a convidat al Nationaltheater Mannheim, l'Orquestra de la Tonhalle de Zuric i al Schweizer Kammerchor. L'any 2007, va ser professor a Swiss Opernstudio. Amb Cantus Firmus, va aparèixer al Internationale Sommerfestspielen für Alte Musik a Innsbruck, el Bachwochen a Amsoldingen, i en concerts de la Bieler Sinfonieorchester.
Reize va ser director artístic de Singknaben der St. Ursenkathedrale Solothurn de 2007 a 2021. Va ampliar el seu repertori amb música contemporània, com cançons pop coreografiades per a SKJF, un festival de cors infantils i juvenils suïssos. El cor va actuar en serveis i concerts, incloent-hi una presentació anual de l'Oratori de Nadal de Bach, que també es va presentar a la Kulturfabrik Kofmehl el 2014 i 2015. El cor va participar al Europäisches Jugendchor Festival Basel el 2016. Van gravar dos CD, Now sleeps the crimson petal el 2016 i Sing a cappella! el 2018.
De 2011 a 2021, Reize també va dirigir el Gabrielichor a Berna, un conjunt especialitzat en música per a diversos cors, inclòs el Marienvesper, escenaris de Rovetta i Rosenmüller, i Vespro della Beata Vergine de Monteverdi. Va ser director del Zürcher Bach Chor de 2011 a 2021, dirigint un repertori amb música des del Renaixement fins al contemporani, tant en concerts orquestrals com especialment a capella. Va produir una interpretació parcialment escenificada del Rei Artur de Purcell, la primera interpretació suïssa de la Passió segons Sant Joan de Bach amb la instrumentació de Robert Schumann i Der Messias, l'arranjament de Mozart del Messies de Handel, entre altres. Van actuar a l'Augustinerkirche d'Erfurt, la Catedral de Meissen i la Catedral de Dresde.
El 18 de desembre de 2020, Reize va ser designat pel consistori de Leipzig com a Thomaskantor, el divuitè en el càrrec després de Johann Sebastian Bach. És el primer suís i el primer catòlic des de la Reforma en el càrrec. El seu predecessor, Gotthold Schwarz, es va retirar a finals de juny de 2021. Reize va assumir el càrrec l'11 de setembre de 2021, interpretant a la tarda la cantata de Bach Was Gott tut, das ist wohlgetan, BWV 99, amb el Thomanerchor i l'Orquestra de la Gewandhaus de Leipzig a la sèrie Motette.

## Premis
- 1996: Förderpreis del Regiobank Solothurn
- 2004 i 2005: Premi Study en direcció orquestral del Sonart i de la fundació Kiefer Hablitzel[11]
- 2009: Premi musical del Cantó de Solothurn[12]
- 2009: Premi Preis pro Wartenfels per mèrits culturals a la regió d'Olten com a director del cor de cambra Buchsgau[13]
- 2011: Anerkennungspreis de la fundació cultural Kurt und Barbara Alten[14][15]
- 2017: Premi musical del Cantó de Solothurn, amb els Singknaben de la Catedral de Solothurn[16]

## Gravacions
- Rousseau: Le Devin du village, Cantus Firmus, cpo 2007/DRS 2 OCLC 1183772811
- Handel: Apollo e Dafne i obres orquestrals, Cantus Firmus, cpo 2011/Radio DRS 2 OCLC 937026982
- Now Sleeps the Crimson Petal, cançons i motets per Advent i Nadal, Singknaben der St. Ursenkathedrale Solothurn, Producció Rondeau, Leipzig 2016OCLC 1104802517
- Cantar a capella, Singknaben der St. Ursenkathedrale Solothurn, Producció Rondeau, Leipzig 2018 OCLC 1089290362